# Teofil Wiśniowski (powstaniec)

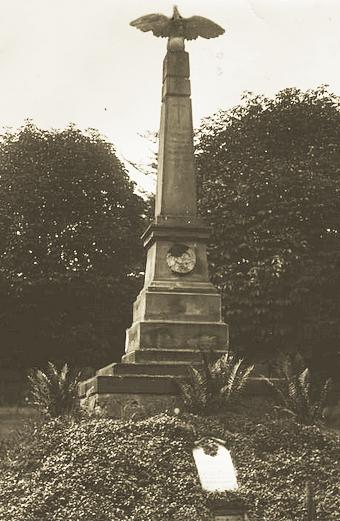
Pomnik T. Wiśniowskiego i Józefa Kapuścińskiego na Górze Stracenia we Lwowie

Teofil Wiśniowski (ur. 28 grudnia 1805 lub 1806, zm. 31 lipca 1847 w Kleparowie) – uczestnik powstania listopadowego i organizator związków węglarskich w Galicji. 

## Życiorys
Pochodził z Jazłowca.
Od 1838 członek Towarzystwa Demokratycznego Polskiego, sekretarz jego Centralizacji i redaktor naczelny Demokraty Polskiego. Od 1844 ponownie w konspiracji powstańczej w Galicji, prezes trybunału powstańczego w Galicji, w 1846 dowódca oddziału powstańczego. Odniósł zwycięstwo w potyczce ze szwadronem huzarów austriackich w Narajowie (cyrkuł brzeżański) 21 lutego 1846 r.. Po bitwie rozpuścił swój oddział.
Teofil Wiśniowski ukrywał się w okręgu złoczowskim aż do 3 marca 1846 roku. Tego dnia został jednak wykryty przez  rusińskich chłopów w Manajowie i wydany w ręce Austriaków. Od marca do sierpnia 1846 r. trwało śledztwo policyjne, a następnie do 10 września 1846 proces, który zakończył się wyrokiem śmierci dla Wiśniowskiego.  31 lipca 1847 Teofil Wiśniowski został powieszony wraz z Józefem Kapuścińskim na Górze Stracenia (Hyclowskiej) we Lwowie.
Góra Stracenia stała się od tego czasu aż do końca rządów austriackich miejscem manifestacyjnego kultu obu przywódców powstańczych. W 1894 społeczeństwo Lwowa ufundowało i postawiło tam pamiątkowy obelisk, który przetrwał do czasów obecnych. Autorem monumentu był Julian Markowski.

## Literatura
- S. Nicieja, M. Patelski, Rok 1846 we Lwowie. Stracenie Kapuścińskiego i Wiśniowskiego i ich kult we Lwowie, (w:) Rok 1846 w Galicji. Ludzie wydarzenia tradycje. Zbiór studiów pod red. Michała Śliwy, Wydawnictwo Naukowe WSP, Kraków 1997, s. 77-100.